# Calbe (Saale) West
Calbe (Saale) West (niem. Bahnhof Calbe (Saale) West) – przystanek osobowy w Calbe (Saale), w kraju związkowym Saksonia-Anhalt, w Niemczech. Jest jedną z trzech stacji obsługujących miasto obok Calbe (Saale) Ost i Calbe (Saale) Stadt. Znajduje się na linii Berlin – Blankenheim oraz Bernburg – Calbe (Saale). Budynek dworca jest obiektem zabytkowym. Według DB Station&Service ma kategorię 7.

## Linie kolejowe
- Linia Berlin – Blankenheim
- Linia Bernburg – Calbe (Saale)